# São Joaquim
São Joaquim es un municipio brasileño del estado de Santa Catarina. Se localiza a una latitud de 28°17′38″ S y una longitud de 49°55′54″ O, estando a una altitud de 1.353 metros sobre el nivel del mar. Su población según el censo del año 2021 era de 27 322 habitantes. Situada en el Planalto Serrano, se encuentra a 136 km de Tubarão, 81 km de Lages y 227 km de Florianópolis, la capital del estado. Cuenta con una gran diversidad étnica, compuesta principalmente por descendientes de portugueses, indígenas, africanos, alemanes, italianos y japoneses. Además, parte de la población ha llegado desde otros estados, principalmente de Rio Grande do Sul.
La creación de la primera Cámara Municipal fue el 7 de mayo de 1887 donde fueron elegidos como concejales Matheus Ribeiro de Sousa, Marcos Batista de Sousa, José Alves de Sá, José Rodrigues de Sousa, João de Deus Pinto de Arruda, Aureliano de Sousa e Oliveira y Policarpo José Rodrigues.

## Actividades económicas
La economía del municipio era fundamentalmente la ganadería, pero ha habido un gran impulso en la agricultura de frutas de clima templado, como manzanas, iniciada en la década de 1970. Hoy, São Joaquim es el mayor productor de frutas del estado, contando con más de 1000 pequeños productores. El turismo también es importante para la ciudad, debido al clima frío y a la posibilidad de nevadas, algo inexistente en gran parte de Brasil. El municipio se destaca por los vinos de altitud con alcance internacional como ser: Villa Francioni, Joaquim, Quinta da Neve, Núbio, Suzin entre otros.

## Geografía
São Joaquim (ubicada a una latitud de 28°17′38″ S y a una longitud de 49°55′54″ O) está ubicada a 1,360 metros sobre el nivel del mar y es una de las ciudades más altas del país. En la sede del municipio. El clima templado durante todo el año y el relativamente frío invierno permiten el cultivo de manzanas como en otros climas similares. Promover el Festival Nacional de la Manzana, una fruta que no se adapta fácilmente en la mayoría de las partes de Brasil. EPAGRI, el Departamento de Agricultura del estado, tiene una estación experimental donde la cultura Fuji trajo consigo Fumio Hiragami, de Curitibanos, se perfecciona aquí. Las plantas proceden de Japón.
Su población era de 24.812 habitantes en el censo de 2010. El municipio tiene una extensión de 1,892.26 km². Forma parte de la microrregión de Campos de Lages, en la mesorregión serrana de Santa Catarina. Pero desde mediados de 2017 está en la región inmediata de Lages.

### Clima
El clima es subtropical de tierras altas pero siempre húmedo durante el año (Köppen: Cfb), que a su vez puede interpretarse como un verdadero clima oceánico templado, como se puede encontrar en Plymouth y el resto del sudoeste de Inglaterra con muchas similitudes. Las temperaturas son suaves durante todo el año, sin diferencias evidente entre el mayor y menor valor en las variaciones de temperatura entre las estaciones. La temperatura más baja encontrada es de -9 °C (14 de julio de 2000), "muy fría" para las condiciones brasileñas, aunque todavía no es extrema. La salida de 1961 para las 10 en punto tiene una temperatura de alrededor de -7 °C. El verano es incluso fresco para una ciudad con tal altura, el máximo absoluto es 31,4 °C (20 de diciembre de 1971). Las temperaturas tienen una temperatura de 30 °C y han pasado 4 veces. La nieve ocurre casi todos los años, aunque con poca intensidad, excepto en casos raros, como en 1957, la nevada más alta en Santa Catarina y la segunda más grande del país con 1,3 metros de nieve y el bloqueo de una semana para acceder a la ciudad.

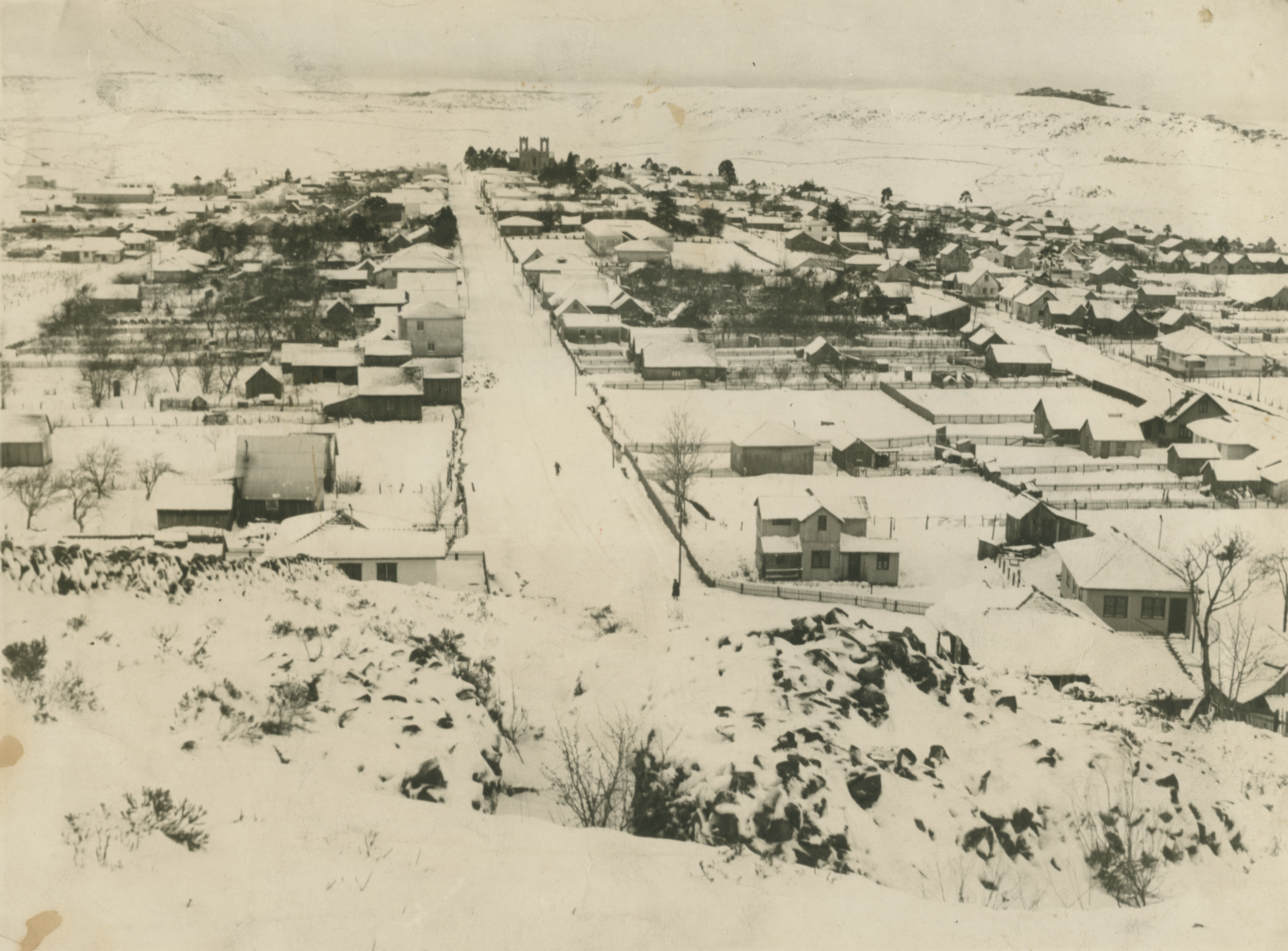
São Joaquim cubierto de nieve en 1968, 11 años después de la tormenta de nieve más grande del estado

Los estudios muestran el aumento de la frecuencia de precipitación de nieve con la fase cálida de la Oscilación decenal del Pacífico (DOP) y su disminución durante los episodios de El Niño y La Niña. Si la altitud fuera más alta o unos pocos grados más al sur, probablemente soportaría una nevada más uniforme y acumulativa. La precipitación está bien distribuida durante todo el año, a diferencia de Campos do Jordão, por ejemplo, donde hay una estación seca definida sin picos bien definidos como se esperaba. Las heladas pueden ocurrir incluso en pleno verano y promedian 40.8 días por año, donde se registra la congelación de suelo y plantas entre los años 1980 y 2003 por la estación meteorológica local. La ciudad tiene un promedio de 2.7 días de nieve al año, lo que la convierte en la ciudad más segura de la nieve en Brasil, aparte de las áreas rurales más altas. Una situación de este tipo, en la que la mayoría de las comunidades brasileñas nunca han sido nevadas, o en casos raros. La ciudad se visita a menudo como turismo de invierno para las personas que quieren ver la nevada, que suele ser la mejor época en la mitad del año y raro en mayo y septiembre.
| Parámetros climáticos promedio de Bairro da Bandeira en São Joaquim (1415 m s. n. m.) (periodo de referencia: 1961-1990 y 1981-2010 normales, extremos 1961-presente) | Parámetros climáticos promedio de Bairro da Bandeira en São Joaquim (1415 m s. n. m.) (periodo de referencia: 1961-1990 y 1981-2010 normales, extremos 1961-presente) | Parámetros climáticos promedio de Bairro da Bandeira en São Joaquim (1415 m s. n. m.) (periodo de referencia: 1961-1990 y 1981-2010 normales, extremos 1961-presente) | Parámetros climáticos promedio de Bairro da Bandeira en São Joaquim (1415 m s. n. m.) (periodo de referencia: 1961-1990 y 1981-2010 normales, extremos 1961-presente) | Parámetros climáticos promedio de Bairro da Bandeira en São Joaquim (1415 m s. n. m.) (periodo de referencia: 1961-1990 y 1981-2010 normales, extremos 1961-presente) | Parámetros climáticos promedio de Bairro da Bandeira en São Joaquim (1415 m s. n. m.) (periodo de referencia: 1961-1990 y 1981-2010 normales, extremos 1961-presente) | Parámetros climáticos promedio de Bairro da Bandeira en São Joaquim (1415 m s. n. m.) (periodo de referencia: 1961-1990 y 1981-2010 normales, extremos 1961-presente) | Parámetros climáticos promedio de Bairro da Bandeira en São Joaquim (1415 m s. n. m.) (periodo de referencia: 1961-1990 y 1981-2010 normales, extremos 1961-presente) | Parámetros climáticos promedio de Bairro da Bandeira en São Joaquim (1415 m s. n. m.) (periodo de referencia: 1961-1990 y 1981-2010 normales, extremos 1961-presente) | Parámetros climáticos promedio de Bairro da Bandeira en São Joaquim (1415 m s. n. m.) (periodo de referencia: 1961-1990 y 1981-2010 normales, extremos 1961-presente) | Parámetros climáticos promedio de Bairro da Bandeira en São Joaquim (1415 m s. n. m.) (periodo de referencia: 1961-1990 y 1981-2010 normales, extremos 1961-presente) | Parámetros climáticos promedio de Bairro da Bandeira en São Joaquim (1415 m s. n. m.) (periodo de referencia: 1961-1990 y 1981-2010 normales, extremos 1961-presente) | Parámetros climáticos promedio de Bairro da Bandeira en São Joaquim (1415 m s. n. m.) (periodo de referencia: 1961-1990 y 1981-2010 normales, extremos 1961-presente) | Parámetros climáticos promedio de Bairro da Bandeira en São Joaquim (1415 m s. n. m.) (periodo de referencia: 1961-1990 y 1981-2010 normales, extremos 1961-presente) |
| Mes | Ene. | Feb. | Mar. | Abr. | May. | Jun. | Jul. | Ago. | Sep. | Oct. | Nov. | Dic. | Anual |
| --- | --- | --- | --- | --- | --- | --- | --- | --- | --- | --- | --- | --- | --- |
| Temp. máx. abs. (°C) | 30.6 | 30.1 | 28.0 | 26.9 | 25.2 | 22.8 | 24.1 | 27.7 | 28.4 | 28.9 | 28.1 | 31.4 | 31.4 |
| Temp. máx. media (°C) | 22.6 | 21.4 | 21.5 | 19.1 | 15.8 | 14.7 | 14.5 | 16.7 | 16.6 | 18.9 | 20.5 | 22.2 | 18.8 |
| Temp. media (°C) | 17.1 | 17.1 | 16.1 | 13.8 | 10.9 | 10.0 | 9.5 | 11.1 | 11.2 | 13.5 | 14.9 | 16.4 | 13.5 |
| Temp. mín. media (°C) | 13.3 | 13.6 | 12.7 | 10.4 | 7.6 | 6.8 | 6.0 | 7.1 | 7.2 | 9.6 | 10.8 | 12.3 | 9.8 |
| Temp. mín. abs. (°C) | 3.5 | 4.2 | 0.3 | −2.9 | −6.8 | −7.2 | −9.0 | −8.2 | −7.5 | −2.4 | −1.5 | 1.4 | −9.0 |
| Precipitación total (mm) | 185.7 | 182.6 | 126.1 | 106.7 | 144.0 | 127.2 | 199.8 | 143.2 | 186.1 | 182.5 | 166.5 | 137.1 | 1887.5 |
| Días de precipitaciones (≥ 1.0 mm) | 14 | 14 | 12 | 10 | 8 | 10 | 10 | 8 | 11 | 12 | 12 | 12 | 133 |
| Días de nevadas (≥ 0.25 cm) | 0 | 0 | 0 | rastro | 0.4 | 0.4 | 1.0 | 0.7 | 0.2 | 0 | 0 | 0 | 2.7 |
| Horas de sol | 166.6 | 142.7 | 170.2 | 158.0 | 149.7 | 128.9 | 151.0 | 150.2 | 141.3 | 148.8 | 178.4 | 179.4 | 1865.2 |
| Humedad relativa (%) | 85.5 | 86.5 | 85.9 | 84.8 | 84.5 | 81.9 | 79.9 | 74.9 | 80.6 | 82.8 | 81.2 | 81.8 | 82.5 |
| Fuente: INMET y Schimtz 15 de octubre de 2018 | | | | | | | | | | | | | |